# أيمن بيطار
أيمن بيطار(5 ديسمبر 1969 ) ممثل ومخرج لبناني من مواليد بيروت.

## عن حياته
شارك بالعديد من المسلسلات المحلية والعربية. وعمل مع أهم المخرجين العرب .وله أعمال مسرحية كثيرة، شارك ببعضها كممثل، وبعضها كمساعد مخرج ومخرج وقد شارك في مسلسل البواسل بدور بندر وهو المسلسل الذي أنتج عام 2000 للمخرج نجدة أنزور و مثل أيضاً في مسلسل المسلوب 2001 و مسلسل فارس بني مروان 2004 وهو بعيدن يقلد صوت دراك و بيغ دي من شلة دراك و سيزار من الكابتن رابح

## روابط خارجية
- أيمن بيطار على موقع قاعدة بيانات الأفلام العربية